# Furth im Wald
Pour les articles homonymes, voir Furth.
Furth im Wald est une ville allemande située en Bavière.
Son nom signifie en allemand « gué dans le bois ».

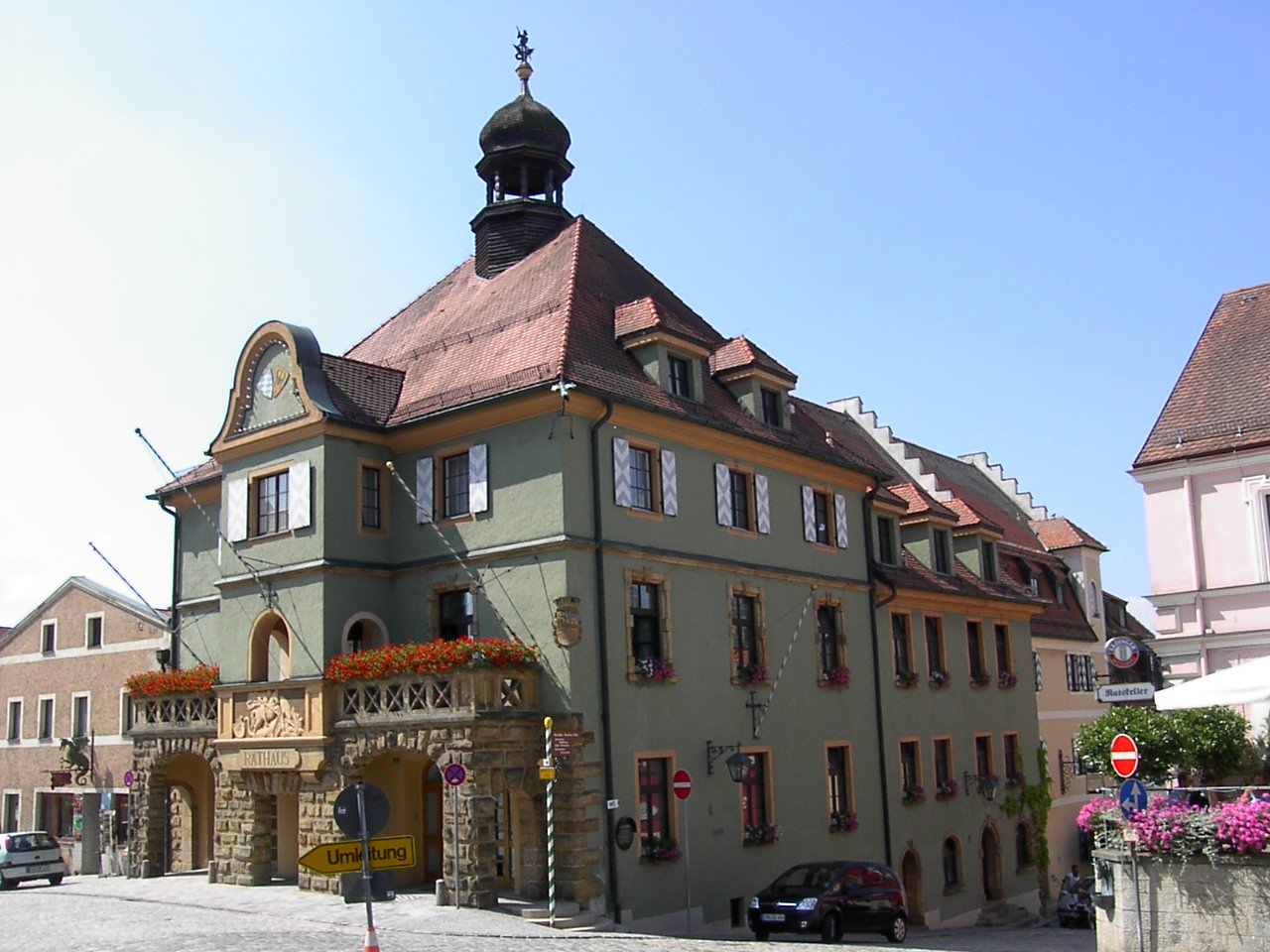
Hôtel de ville de Furth im Wald.

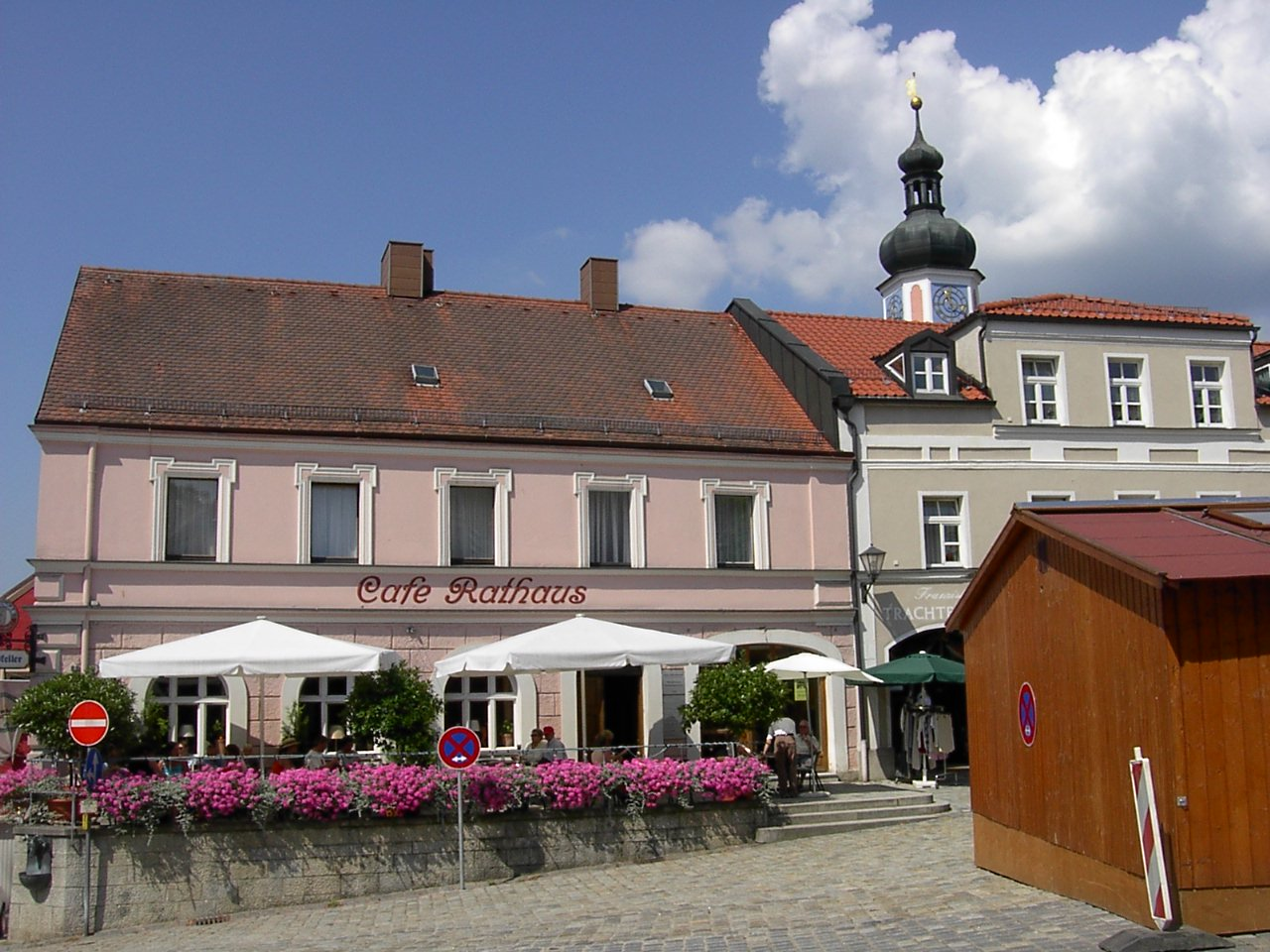

## Jumelages
- Ludres (France) ;
- Furth bei Göttweig (Autriche) ;
- Domažlice (Tchéquie).